# Belén de Challamayo
Belén de Challamayo (auch: Challamayo oder Challamayu) ist eine Ortschaft im Departamento Oruro im Hochland des südamerikanischen Anden-Staates Bolivien.

## Lage im Nahraum
Belén de Challamayo ist zentraler Ort im Kanton Belén de Challamayo im Municipio Santiago de Huari in der Provinz Sebastián Pagador. Die Ortschaft liegt auf einer Höhe von 4098 m an der Mündung eines Nebenflusses in den Río Kollpa Jahuira.

## Geographie
Belén de Challamayo liegt am östlichen Rand des bolivianischen Altiplano, südlich der Cordillera Azanaques am Nordostrand der Cordillera de los Frailes, die beide zentraler Teil der Gebirgskette der Cordillera Central sind. Das Klima der Region ist ein typisches Tageszeitenklima, bei dem die täglichen Temperaturschwankungen deutlicher ausfallen als die mittleren jahreszeitlichen Schwankungen.
Die Jahresdurchschnittstemperatur der Region liegt bei 4 °C (siehe Klimadiagramm Cruce Culta) und schwankt zwischen 0 °C im Juni und Juli und 6 °C von November bis Januar. Der Jahresniederschlag beträgt nur 350 mm, bei einer ausgeprägten Trockenzeit von April bis Oktober mit Monatsniederschlägen unter 15 mm, und nennenswerten Niederschlägen nur von Dezember bis März mit 60 bis 80 mm Monatsniederschlag.

## Verkehrsnetz
Belén de Challamayo liegt in einer Entfernung von 190 Straßenkilometern südöstlich von Oruro, der Hauptstadt des gleichnamigen Departamentos.
Von Oruro führt die asphaltierte Nationalstraße Ruta 1 in südlicher Richtung 116 Kilometer bis Challapata, wo nach Süden die Ruta 30 nach Uyuni abzweigt. Von Challapata aus führt die Ruta 1 dann 62 Kilometer über Ancacato nach Thola Palca und weiter über Cruce Culta und Potosí nach Tarija nahe der argentinischen Grenze.
In Thola Palca zweigt eine Landstraße in südwestlicher Richtung von der Ruta 1 ab und überquert nach einem Kilometer den Pampa Rancho. Wenige hundert Meter südlich der Flussüberquerung zweigt eine Piste in südöstlicher Richtung ab und erreicht nach elf Kilometern die Ortschaft Belén de Challamayo und führt dann weiter in östlicher Richtung nach Lagunillas.

## Bevölkerung
Die Einwohnerzahl der Ortschaft ist im vergangenen Jahrzehnt drastisch angestiegen:
| Jahr | Einwohner         | Quelle       |
| ---- | ----------------- | ------------ |
| 1992 | keine Detaildaten | Volkszählung |
| 2001 | 10                | Volkszählung |
| 2012 | 178               | Volkszählung |
| 2024 |                   | Volkszählung |

Die Region weist einen deutlichen Anteil an Aymara-Bevölkerung auf, im Municipio Santiago de Huari sprechen 45,1 Prozent der Bevölkerung die Aymara-Sprache.